# Chashkel
En la mitología selknam, Chashkel, Cháskilts o Čáskels era un gigante antropófago. Era temido por sus contemporáneos debido a su enorme poder. Adversario por excelencia de Kwányip, fue derrotado por este al salvar a sus sobrinos, los hermanos Sasán.

## Mitología

### Origen
Chashkel vivía a orillas del río Mac Lelan (o McCLellan), que desemboca en la bahía Inútil, provincia de Tierra del Fuego (chile), Región de Magallanes y de la Antártica Chilena, en la zona de  Villa Cameron, capital de la comuna de Timaukel. Se dice que actualmente en aquel lugar es posible encontrar muchos huesos dispersos, de las personas que el gigante devoraba.

### Sus perros
Chashkel tenía varios perros a los cuales adiestraba especialmente para perseguir y matar personas. Estos perros devoraban a sus presas, o bien las llevaban a la choza del gigante.

### Combate contra Kwányip y muerte
Según cuenta el mito, Chashkel secuestró a los hermanos Sasán, sobrinos de Kwányip, y los mantuvo como esclavos en su choza, donde les obligaba a destripar y limpiar las entrañas de los cadáveres humanos que llevaba. Kwányip, al enterarse, se dirigió a la choza de Chashkel para rescatar a sus sobrinos. Aprovechando un descuido de Chashkel, los hermanos Sasán huyeron de la choza del gigante hacia un escondite señalado por Kwányip. Chashkel, al darse cuenta de la desaparición de los hermanos, fue tras ellos. Kwányip le tendió una trampa, atrapándolo en un lodazal y posteriormente congelándolo. Chashkel quedó fatigado al escapar de la trampa y luego Kwányip aprovechó la oportunidad para fracturar su columna. Los hermanos Sasán salieron de su escondite y, cada uno con una honda, dispararon a los ojos del gigante, de los cuales, una vez destruidos, nacieron moscas.